# Вилична циста
Вилична циста представља патолошку творевину која се развија у коштаном ткиву вилица и састоји се из омотача (кесице) и садржаја. Постоји већи број класификација ових цисти, које се базирају на различитим критеријумима.
Узроци настанка виличних цисти су различити и зависе од конкретне врсте. Основни предуслов за настанак једне цисте је присуство епителног ткива (површно ткиво коже или слузокоже) на месту будућег развоја ове патолошке творевине. Код приближно 89-94% цисти епително ткиво води порекло од остатка зубних клица.
У развоју цисте могуће је разликовати неколико фаза које су, по правилу, међусбно повезане мада се могу одвијати и независно једна од друге. Те фазе су:
- прва фаза или фаза иницијације - која отпочиње умножавањем епителних ћелија које под дејством неког надражаја (ударац, инфекција и др.) бивају пробуђене из неактивног стања и долазе у стање појачане активности;
- друга фаза или фаза стварања микрошупљине - представља критичан тренутак са аспекта настанка цисте. Тачан механизам настанка микропукотине није у потпуности познат. После стварања те микропукотине у ткиву, формирана циста наставља независан и континуиран раст;
- трећа фаза или фаза увећања цисте - представља њен интракоштани раст, при чему циста може достићи такву величину да угрози суседне коштане шупљине вилица (синусе).

## Лечење
Лечење је искључиво хируршко, и може се извести на два начина: марсупијализацијом и енуклеацијом.
Марсупијализација представља делимично уклањање цистичне кесице хируршким поступком, при чему се уклања само површински део кесице са танким слојем кости који се налази изнад ње. Преостали, већи део цистичне кесе остаје у кости, као отвор у усној дупљи. Овакав начин третмана циста се, због могућих малигних трансформација, веома ретко користи. Енуклеација представља потпуно уклањање цистичног садржаја и ово је метода избора у терапији виличних циста.
|  | Молимо Вас, обратите пажњу на важно упозорење у вези са темама из области медицине (здравља). |